# Cristina Villó

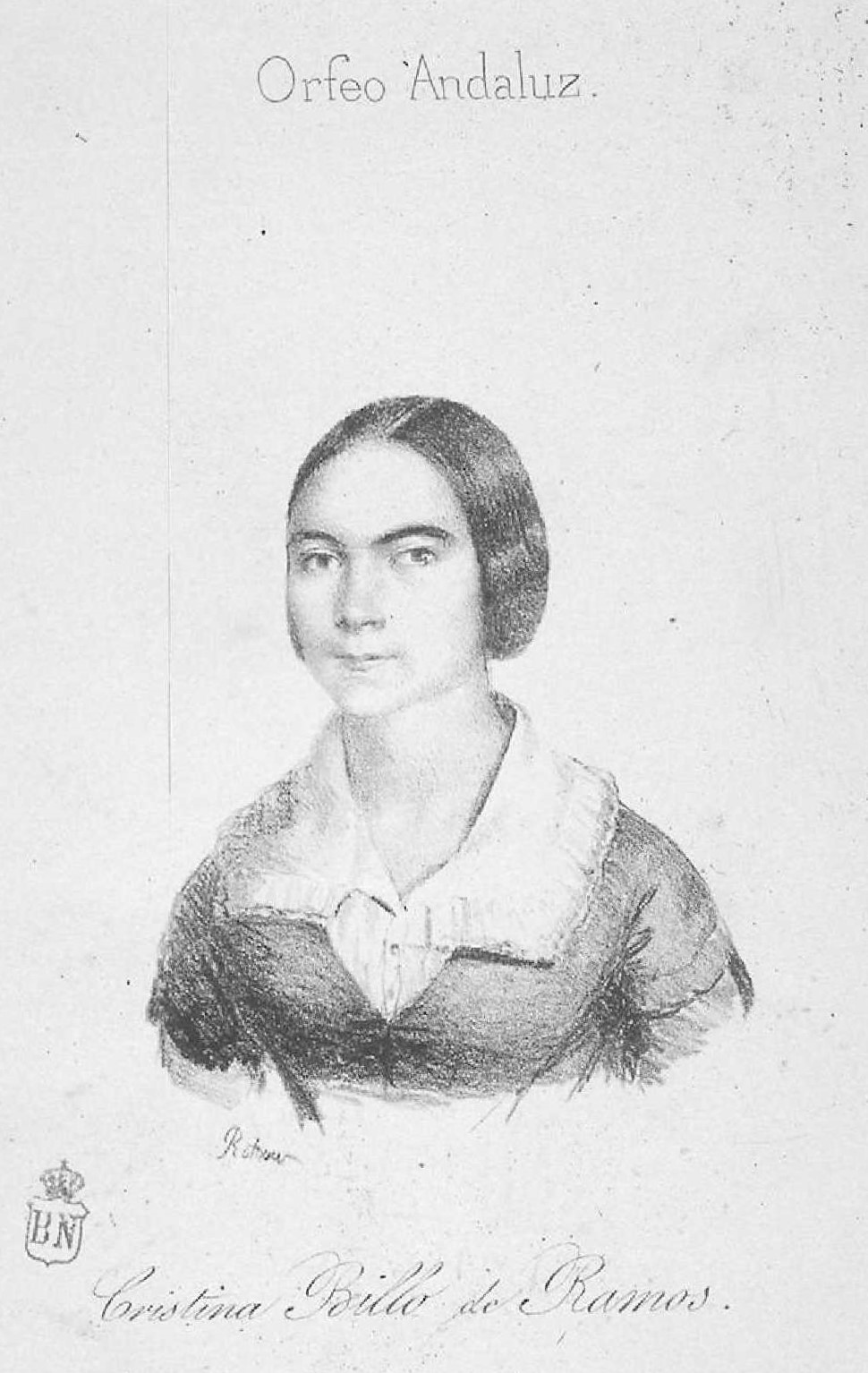
Retrato de Cristina Villó, litografía de autor desconocido con el título Orfeo Andaluz y el nombre de casada, Cristina Billó (sic) de Ramos. Biblioteca Nacional de España.

Cristina Antera Villó (La Coruña, 1814/1818-Valencia, 1884), soprano, fue una cantante de ópera española.
Nacida en La Coruña un 3 de enero —festividad de san Antero—, hija de Ventura Villó, músico militar, y Micaela Montesino, estudió en el Real Conservatorio de Música y Declamación de María Cristina como alumna pensionada, al parecer con el nombre de Manuela Villó. En abril de 1833 era ya anunciada como prima donna tiple de la compañía de ópera fundada para actuar en Zaragoza dicho año bajo la dirección de Antonio Velarde, primer tenor y director de escena. En diciembre, sin embargo, La Revista Española censuraba la utilización del título de Doña por la «Sra. Cristina Antera Villó», al tener conocimiento de la representación en Zaragoza de la ópera El barbero de Sevilla en la que representaba el papel de Rosita, pues según una nota del director del conservatorio madrileño, Francesco Piermarini, «usaba ilegalmente del título de alumna en que fundaba aquella cantatriz sus pretensiones al título de doña». La diferencia de nombres puede estar en el origen de la confusión pues, en el extremo contrario, Peña y Goñi afirmaría poco más tarde que «La Lema, la Villó, Unanué, tres artistas distinguidísimos», era todo cuanto había producido el conservatorio.
Se presentó en Madrid, en el Café de las Cortes, en abril de 1834, en un concierto instrumental y vocal en el que cantó el aria de Norma de Bellini y, con su hermana Carlota, el dueto de la misma ópera. Pero de momento no obtuvo contratos de los teatros madrileños y marchó a Portugal. El 8 de marzo de 1836 las dos hermanas se presentaron por primera vez con gran éxito ante el público granadino, procedentes de Lisboa. La temporada granadina, continuada luego en Málaga, incluía tres piezas de Bellini: aria y dúo de Norma interpretados por las hermanas, El pirata y Julieta y Romeo, traducción castellana de I Capuletti ed i Montecchi, en la que Cristina Villó representó el papel de Romeo como mezzo-soprano in travesti.
En Granada contrajo matrimonio esa misma temporada con Félix Ramos, maestro y primer tenor de la compañía, de quien enviudó en abril de 1844. En la temporada granadina de 1837 la Villó, ahora indiscutible primera dama de la compañía, cantó con Ramos el dúo de I puritani en una función extraordinaria a beneficio de la Milicia Nacional.
Como prima donna tiple se presentó en el Teatro de la Cruz de Madrid en abril de 1839. La temporada se abrió con dos óperas de Bellini: Norma y La Straniera, en la que Cristina Villó interpretó el papel de Adelaide, calurosamente acogido por la crítica, que la puso al nivel de la Tosi. Más entusiasta fue la crítica de la Norma. En El Correo Nacional, dedicada la reseña de la función enteramente a ella, sus dotes y aptitudes se caracterizaban en términos elogiosos: «su voz es dulce e insinuante; dice con sentimiento, a veces es tierna y profundamente melancólica [...] Su acción es desembarazada y expresiva, y cuando la situación lo exige sus actitudes son nobles y enérgicas. En la noche citada tuvo momentos de felicísima inspiración, y el público le dio repetidas y bien merecidas señales, no solo de benevolencia sino de entusiasmo, aplaudiendo en varios pasajes con afán, y haciéndola salir a la escena después de la plegaria tan sabida y siempre tan saboreada de casta Diva».
En julio protagonizó con Antonia Campos, recientemente retornada de París, la función conmemorativa del cumpleaños de la reina gobernadora, lo que provocó algún choque entre las dos prime donna. En diciembre asumió de nuevo un papel masculino en la representación en el Teatro de la Cruz de I briganti de Mercadante por decisión del director de la compañía, Ramón Carnicer, uno de sus maestros en el conservatorio, que, dada la alta tesitura del papel de tenor principal, decidió confiárselo a una voz femenina.

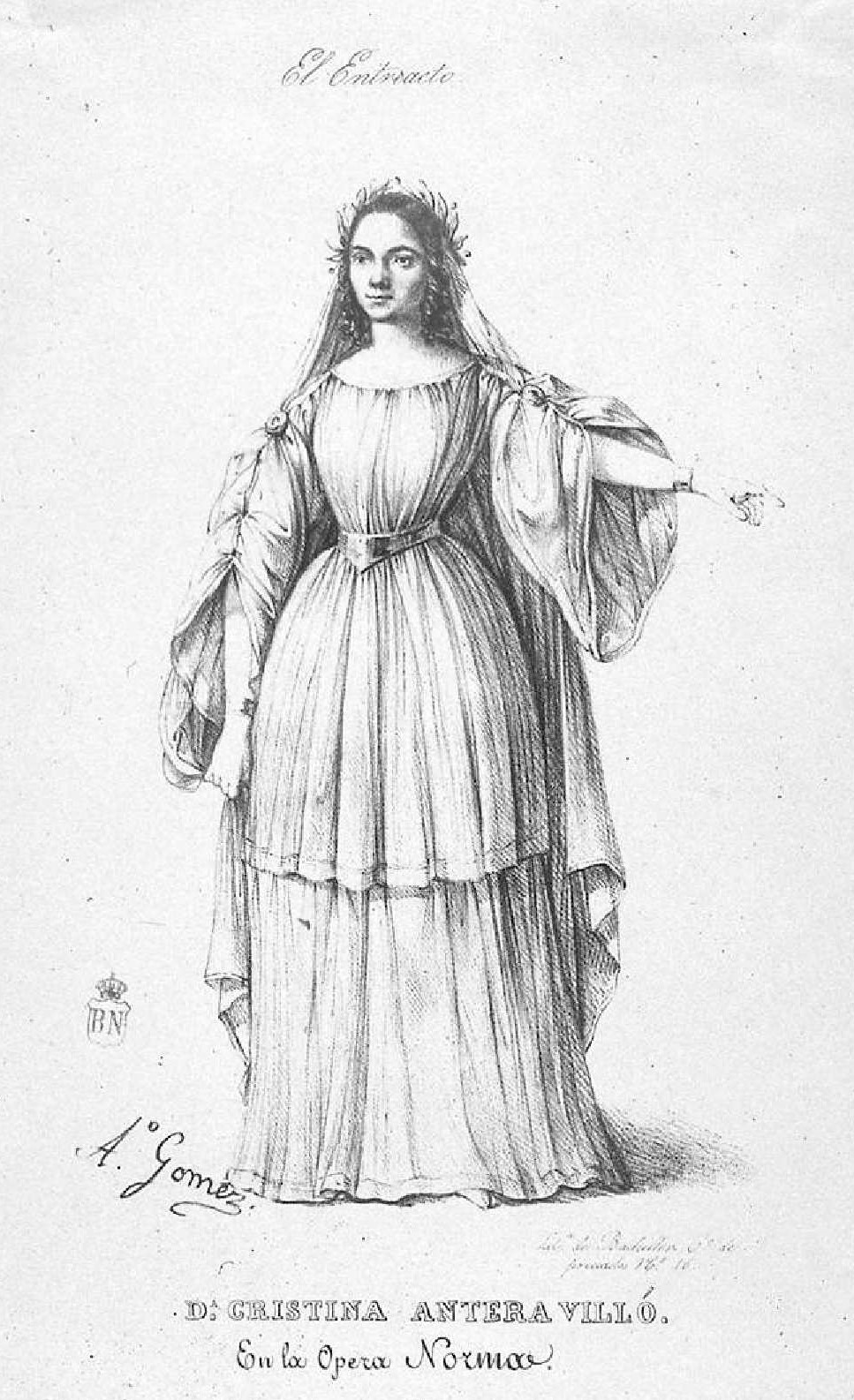
Cristina Villó en Norma de Bellini. Dibujo de Antonio Gómez Cros, Litografía de Bachiller. Biblioteca Nacional de España

Tras su presentación en Madrid realizó una gira por capitales europeas con intención también de perfeccionar su técnica. Cantó en Turín y en Milán, donde el propio Donizetti la acompañó en la ejecución de varias canciones en un concierto. En diciembre de 1841, según informaba la Revista de Teatros, Cristina Villó y su esposo triunfaban en Ámsterdam con la representación de Los puritanos.
De vuelta de la gira europea, en julio de 1842, con la compañía del Teatro de la Cruz, participó en un nuevo montaje de la ópera Norma, presentada con solo un ensayo pero con buena acogida por la crítica, en tanto se ensayaba la presentación de la Lucrezia Borgia de Gaetano Donizetti, estrenada el 3 de agosto, en la que cantó inimitablemente. Fue también prima donna de los teatros de Sevilla, de Málaga y de Gibraltar y en abril de 1843 se incorporó a la nueva compañía de ópera del Teatro del Circo, dirigida por su marido y en la que se reencontró con su hermana Carlota en una renovada presentación de Norma.
La muerte de su marido la retiró momentáneamente de los escenarios. Luego, adelantándose al estreno en Madrid, en octubre de 1844, de Nabucco, la primera ópera de Verdi presentada en España, a finales del verano de ese año cantó en Granada la cabaletta «Salgo già del trono aurato» del segundo acto.
En febrero de 1846, El Español informaba de que la cantante había rechazado las proposiciones ventajosas recibidas del Teatro de la Cruz por encontrarse ya ajustada con el de Valencia por cuatro mil duros y un beneficio.
En Valencia sería retratada por Augusto Belvedere en un cuadro presentado en la exposición de la Sociedad Económica, y en febrero de 1847 contrajo segundas nupcias con Vicente Chulvi, un joven escultor y dorador valenciano. En abril firmó un nuevo contrato con el Teatro de la Cruz de Madrid con el que presentó el Ernani de Verdi y Maria di Rohan de Donizzeti. En julio se presentó por primera en el Gran Teatro del Liceo de Barcelona. El Barcelonés tituló su crítica de las interpretaciones del Ernani y el aria del Nabuco con un Viva España.
A comienzos de 1851 volvió con la compañía del teatro del Circo, cambiando el registro para presentarse cantando una zarzuela: Las señas del archiduque de Joaquín Gaztambide, aunque en este género no alcanzaría los éxitos que había cosechado cantando ópera ni ella misma llegase a sentirse cómoda en él.
Tras algún tiempo retirada, en 1859 se presentó en Granada donde su hermana Matilde representaba con éxito Ernani. Una gacetilla de La Alhambra. Diario Granadino, el 6 de mayo, daba cuenta de la llegada de la cantante «que tantas ovaciones ha recibido en otro tiempo en nuestro coliseo, donde su señorita hermana ocupa en el aprecio del público por su reconocido talento un lugar distinguido», pero decía desconocer si los aficionados tendrían ocasión de escucharla, pues, decía, su llegada parecía haber tenido por objeto únicamente ver a su familiar. Sin embargo, contratada por el nuevo empresario del Teatro del Campillo, participó, compartiendo escenario con su hermana, en varias representaciones de la Traviata y de Norma, el papel con el que se había presentado más de veinte años antes en Granada y sobre el que había asentado su exitosa carrera.
Falleció en Valencia, tras cerca de treinta años retirada de la escena, en noviembre de 1884.